# Hans-Henning Matthiaß
Hans-Henning Matthiaß (* 4. Mai 1925 in Kiel; † 29. Oktober 2007 in Münster) war ein deutscher Orthopäde und Hochschullehrer.

## Leben
Matthiaß erhielt 1942 in Wien die Matura. Ab dem Wintersemester 1942/43 studierte er Vorklinik an der Eberhard Karls Universität Tübingen. Nach dem Physikum wechselte er an die Christian-Albrechts-Universität zu Kiel. Dort bestand er im Dezember 1948 das Staatsexamen. Im  November 1949 wurde er in Kiel zum Dr. med. promoviert. Zunächst  arbeitete er als Assistent im Städtischen Krankenhaus Kiel. 1950 wechselte er in die orthopädische Abteilung der Chirurgischen  Universitätsklinik Kiel unter Robert Wanke. Im  Juli 1954 wurde er Facharzt. 1961 habilitierte er sich an der Westfälischen Wilhelms-Universität für Orthopädie. Im  Wintersemester 1966/67 wurde er mit der Vertretung des Lehrstuhls für Orthopädie beauftragt. Seit Mai 1967 Wissenschaftlicher Rat und apl. Professor, wurde er im Dezember 1968 zum o. Professor und zum Direktor der Orthopädischen Universitätsklinik und Poliklinik ernannt. 1972/73 war er Dekan des damaligen Fachbereichs 6 – Klinische Medizin. Am 31. Januar 1991 wurde er emeritiert.

## Ehrungen
- Präsident der Deutschen Gesellschaft für Orthopädie und Traumatologie (1979/80)[3]
- Präsident der Deutschen Gesellschaft für Osteologie (1989)
- Mitglied der Deutschen Akademie der Naturforscher Leopoldina (1989)[4]